# Carl Van Vechten
 (juillet 2025).
Si vous disposez d'ouvrages ou d'articles de référence ou si vous connaissez des sites web de qualité traitant du thème abordé ici, merci de compléter l'article en donnant les références utiles à sa vérifiabilité et en les liant à la section « Notes et références ».
Carl Van Vechten, né le 17 juin 1880 à Cedar Rapids et mort le 21 décembre 1964 à New York, est un romancier, essayiste, critique d'art et photographe américain. 
Il a été le mécène du mouvement culturel afro-américain dit de la Renaissance de Harlem et l'exécuteur testamentaire de Gertrude Stein.

## Biographie
Né à Cedar Rapids, Carl Van Vechten est diplômé de la Washington High School (Cedar Rapids, Iowa) (en) en 1898, puis de l'université de Chicago en 1903.
Les sujets de Carl Van Vechten, dont beaucoup étaient ses amis et connaissances sociales, sont des danseurs, des acteurs, des écrivains, des artistes et des esthètes, des militants, des chanteurs, des costumiers, d'autres photographes, des critiques, des enseignants, des journalistes… Il a intensément contribué à faire connaître les communautés artistiques et intellectuelles de son époque. 
À partir de 1932, dans le studio dans son appartement new yorkais, Van Vechten a photographié tout à la fois un grand nombre des figures les plus célèbres et les plus influentes de son époque, des migrants et des représentants de la contre-culture artistique. En tant que promoteur de talents littéraires et critique de danse, de théâtre et d'opéra, Carl Van Vechten était aussi bien intéressé par la marginalité culturelle que les personnes les plus en vue : les ténors de la Renaissance de Harlem, des acteurs de premier plan et des écrivains de la scène américaine, les plus grandes stars d'opéra et ballerines du monde, les écrivains les plus importants et influents de l'époque, et beaucoup d'autres. Les portraits de Van Vechten sont devenus des images iconiques. Van Vechten a contribué à définir une façon de rendre les sujets inoubliables et de les faire entrer dans l'Histoire et l'imagination populaire. Ses photographies les plus convaincantes montrent à la fois sa sensibilité et son talent de portraitiste.
Il meurt le 21 décembre 1964 à New York, âgé de 84 ans. Ses cendres ont été dispersées dans Central Park.

## Œuvres
Carl Van Vechten est reconnu comme photographe portraitiste.
Célébrités photographiées :
- Diego Rivera et Frida Kahlo en 1932.
- Louis Bromfield, Arthur Schwartz en 1933
- Pavel Tchelitchev, William Somerset Maugham, Cesar Romero, Hugh Walpole, James Stewart, Max Jacob et Salvador Dalí en 1934
- Gertrude Stein, Joan Miró et Colin McPhee en 1935
- Willa Cather, Leonor Fini, Bessie Smith et John Gielgud en 1936
- Paul Cadmus, F. Scott Fitzgerald en 1937
- Richard Wright, Christopher Isherwood, Wystan Hugh Auden, Sidney Lumet et Sir Laurence Olivier en 1939
- Leonard Bernstein et Samuel Barber en 1944
- Chester Himes en 1946, 1955, 1962 (voir la biographie de Himes par James Sallis)
- Virgil Thomson, Jean Marais et Francisco Moncion [5] en 1947
- Truman Capote, Gore Vidal, Marlon Brando et Thornton Wilder en 1948
- Marie-Laure de Noailles en 1949
- Alice B. Toklas et Billie Holiday en 1949, Jane Bowles en 1951
- William Faulkner en 1954, Don Bachardy en 1954, Roald Dahl en 1954, Carson McCullers en 1959
- Harold Arlen en 1960

## Importance de l'œuvre
Il est l'une des figures majeures de la Renaissance de Harlem avec Wallace Thurman et Langston Hughes. Certains de ses papiers ont été ouverts au public vingt-cinq ans après sa mort, en 1989 ; ils contenaient toutes sortes de documents ayant rapport à l'homosexualité, dont des photographies.

## Ouvrages

### Essais et biographies
- Music and Bad Manners, New York, Alfred A. Knopf, coll. « Borzoi books » (réimpr. 2007, 2024) (1re éd. 1916), 243 p. (OCLC 253366519),
- Interpreters And Interpretations, New York, Knopf (1re éd. 1920), 201 p. (OCLC 918237584),
- The Tiger in the House : A Cultural History of the Cat, New York, Alfred A. Knopf (réimpr. 1996, 2007) (1re éd. 1920), 452 p. (OCLC 1149102621),
- The Music of Spain, Londres, K. Paul, Trench, Trubner and Co. (réimpr. 2008, 2015) (1re éd. 1920), 220 p. (OCLC 458403524),
- Marguerite D'Alvarez, contralto : A remarkable tribute to a remarkable artist, NC, NC, 1920 (OCLC 24357321),
- In The Garret, New York, Knopf (réimpr. 2005, 2009) (1re éd. 1920), 348 p. (OCLC 1067398698),
- Peter Whiffle : His Life and Works, New York, Knopf (réimpr. 2008, 2017, 2021) (1re éd. 1922), 244 p. (OCLC 78702162),
- The Blind Bow-Boy (ill. Robert E. Locher), New York, Alfred A. Knopf (réimpr. 2004, 2018) (1re éd. 1923), 261 p. (OCLC 504625372),
- Tattooed Countess, New York, Alfred A. Knopf (réimpr. 1987, 2022) (1re éd. 1924), 286 p. (OCLC 504625687),
- Red : Papers on Musical Subjects, New York, Alfred A. Knopf, 1925, 109 p. (ISBN 9798290156262),
- Nigger Heaven, Londres, Alfred A Knopf (réimpr. 1951, 1999) (1re éd. 1926), 286 p. (OCLC 504625608),
- Firecrackers : a realistic novel, n.c, n.c (réimpr. 2007, 2011, 2022) (1re éd. 1927), 246 p. (OCLC 639666577),
- Spider Boy a Scenario for a Moving Picture, Londres, Alfred A. Knopf (réimpr. 2005) (1re éd. 1928), 300 p. (OCLC 475663515),
- Parties : Scenes From Contemporary New York Life, New York, Knopf (réimpr. 1977, 2000) (1re éd. 1930), 260 p. (OCLC 1336931370),
- Sacred and Profane Memories, Londres, Cassell, 1932, 230 p. (OCLC 1044024301),
- Saul Mauriber (dir.), Portraits : The Photography of Carl Van Vechten, New York, The Bobbs-Merril, 1978, 174 p. (ISBN 9780672524271, OCLC 930437693),
- Bruce Kellner (dir.), "Keep A-Inchin' Along" : Selected Writings of Carl Van Vechten about Black Art and Letters, Westport, Connecticut, Greenwood press, coll. « Contributions in Afro-American and African studies » (no 45), 1979, 300 p. (ISBN 9780313210914, OCLC 492660655),
- Paul Padgette (dir.), Dance Writings of Carl Van Vechten, New York, Dance Horizons (réimpr. 1981) (1re éd. 1975), 182 p. (ISBN 9780871271143, OCLC 1131322015),
- Paul Padgette (dir.), Dance Photography of Carl Van Vechten, New York & Londres, Schirmer Books & Collier Macmillan, coll. « A Dance horizons book », 1981, 212 p. (ISBN 9780028726809, OCLC 7597617),
- Bruce Kellner (dir.), Letters of Carl Van Vechten, New Haven, Connecticut, Yale University Press, 1987, 336 p. (ISBN 9780300039078, OCLC 715253294),
- Keith F. Davis (dir.) et Carl van Vechten, The Passionate Observer : Photographs by Carl Van Vechten, Albuquerque, Nouveau Mexique, University of New Mexico Press Hallmark Cards, coll. « Hallmark photographic collection », 1993, 120 p. (ISBN 9780875296692),
- Leslie George Katz (dir.) et Peter Kayafas (dir.) (préf. Darryl Pinckney), Carl Van Vechten : O, Write My Name': American Portraits, Harlem Heroes, New York, Eakins Press Foundation, 2015, 133 p. (ISBN 9780871300706, OCLC 1120151853),
- John P. Jacob (dir.), Harlem Heroes : Photographs by Carl Van Vechten, Washington, D.C., Smithsonian American Art Museum,, 2016, 111 p. (ISBN 9780937311844, OCLC 1455570425),

### Articles
- « Shall We Realize Wagner's Ideals? », The Musical Quarterly, vol. 2, no 3,‎ juillet 1916, p. 387-401 (19 pages) (lire en ligne ),
- « Notes on Gluck's Armide », The Musical Quarterly, vol. 3, no 4,‎ octobre 1917, p. 539-547 (9 pages) (lire en ligne ),
- « De Senectute Cantorum », The Musical Quarterly, vol. 4, no 4,‎ octobre 1918, p. 604-617 (14 pages) (lire en ligne ),
- « On the Relative Difficulties of Depicting Heaven and Hell in Music », The Musical Quarterly, vol. 5, no 4,‎ octobre 1919, p. 553-560 (8 pages) (lire en ligne ),
- « The Cat in Music », The Musical Quarterly, vol. 6, no 4,‎ décembre 1920, p. 573-585 (13 pages) (lire en ligne ),
- « On Hearing What You Want When You Want It », The Musical Quarterly, vol. 7, no 4,‎ octobre 1921, p. 559-564 (6 pages) (lire en ligne ),
- « How I Remember Joseph Hergesheimer », The Yale University Library Gazette, vol. 22, no 3,‎ janvier 1948, p. 87-93 (8 pages) (lire en ligne )
- « Some "Literary Ladies" I Have Known », The Yale University Library Gazette, vol. 26, no 3,‎ janvier 1952, p. 97-116 (20 pages) (lire en ligne ),
- « Nineteen-Twenties: Days and Nights », New England Review, vol. 24, no 4,‎ 2003, p. 120-135 (16 pages) (lire en ligne ),
- « Photographic: Harlem Women », The Baffler, no 27,‎ 2015, p. 179-183 (5 pages) (lire en ligne )

### Essais et biographies
- (en-US) Edward Lueders, Carl Van Vechten, New Haven, Connecticut, College & University Press, coll. « Twayne's United States authors series » (no 74) (réimpr. 1967) (1re éd. 1965), 158 p. (OCLC 2391367, lire en ligne)
- (en-US) Rudolph P. Bird, Generations in Black and White: Photographs of Carl Van Vechten from the James Weldon Johnson Memorial Collection, University of Georgia Press, 1997 (ISBN 0820319449).
- (en-US) Bruce Kellner, Carl Van Vechten and the Irreverent Decades, Norman, University of Oklahoma Press, 1968 (ISBN 0-8061-0808-8).
- (en-US) Leon Coleman, Carl Van Vechten and the Harlem Renaissance : A Critical Assessment, New York, Garland Publishing, Inc., coll. « Studies in African American history and culture » (réimpr. 2016) (1re éd. 1998), 185 p. (ISBN 9780815331261, OCLC 38966161)
- (en-US) James Smalls, The Homoerotic Photography of Carl Van Vechten: Public Face, Private Thoughts, Philadelphie, Temple University Press, 2006 (ISBN 1-59213-305-3).
- (en-US) Emily Bernard, Carl Van Vechten and the Harlem Renaissance : A Portrait in Black and White, New Haven, Connecticut, Yale University Press, 2012, 358 p. (ISBN 9780300121995, OCLC 751248584, lire en ligne),
- (en-US) Edward White, The Tastemaker : Carl Van Vechten and the Birth of Modern America, New York, Farrar, Straus et Giroux, 2014, 377 p. (ISBN 978-0-374-20157-9, OCLC 846545238).

### Articles
- (en-US) Donald Gallup, « Carl van Vechten's Gertrude Stein », The Yale University Library Gazette, vol. 27, no 2,‎ octobre 1952, p. 77-86 (10 pages) (lire en ligne ),
- (en-US) Lincoln Kirstein, « Carl van Vechten (1880-1964) », The Yale University Library Gazette, vol. 39, no 4,‎ avril 1965, p. 157-162 (7 pages) (lire en ligne ),
- (en-US) Mark Helbling, « Carl Van Vechten and the Harlem Renaissance », Negro American Literature Forum, vol. 10, no 2,‎ septembre 1976, p. 39-47 (9 pages) (lire en ligne ),
- (en-US) Donald Gallup, « Carl van Vechten », The Yale University Library Gazette, vol. 55, no 2,‎ octobre 1980, p. 53-94 (46 pages) (lire en ligne ),
- (en-US) Patricia R. Everett, « Andrew Dasburg's "Abstract Portraits": Homages to Mabel Dodge and Carl Van Vechten », Smithsonian Studies in American Art, vol. 3, no 1,‎ hiver 1989, p. 72-87 (16 pages) (lire en ligne ),
- (en-US) Emily Bernard, « What he did for the Race: Carl Van Vechten and the Harlem Renaissance », Soundings: An Interdisciplinary Journal, vol. 80, no 4,‎ hiver 1997, p. 531-542 (12 pages) (lire en ligne ),
- (en-US) Margo V. Perkins, « The Achievement and Failure of "Nigger Heaven": Carl van Vechten and the Harlem Renaissance », CLA Journal, vol. 42, no 1,‎ septembre 1998, p. 1-23 (23 pages) (lire en ligne ),
- (en-US) David G. Holmes, « Cross-Racial Voicing: Carl Van Vechten's Imagination and the Search for an African American Ethos », College English, vol. 68, no 3,‎ janvier 2006, p. 291-307 (17 pages) (lire en ligne ),
- (en-US) Kirsten MacLeod, « The "Librarian's Dream-Prince": Carl Van Vechten and America's Modernist Cultural Archives Industry », Libraries & the Cultural Record, vol. 46, no 4,‎ 2011, p. 360-387 (28 pages) (lire en ligne),